# Copa del Rey 1928/1929
Dvacátý devátý ročník Copa del Rey (španělského poháru) se konal od 8. prosince 1928 do 3. února 1929 za účasti již nově 32 klubů.
Trofej získal poprvé ve své historii RCD Espanyol, který porazil ve finále 2:1 Real Madrid.